# Ван Лироп, Тонни
Антуан Роберт Онслоу (Тонни) ван Лироп (нидерл. Antoine Robert Onslow (Tonny) van Lierop; 19 сентября 1910, Вюгт, Северный Брабант — 31 марта 1982, Бларикюм, Северная Голландия) — нидерландский хоккеист на траве, защитник. Серебряный призёр летних Олимпийских игр 1928 года, бронзовый призёр летних Олимпийских игр 1936 года.

## Биография
Тонни ван Лироп родился 19 сентября 1910 года в нидерландском городе Вюгт.
Играл в хоккей на траве за «Хилверсюмсе».
В 1928 году вошёл в состав сборной Нидерландов по хоккею на траве на летних Олимпийских играх в Амстердаме и завоевал серебряную медаль. Не провёл ни одного матча.
В 1936 году вошёл в состав сборной Нидерландов по хоккею на траве на летних Олимпийских играх в Берлине и завоевал бронзовую медаль. Играл на позиции защитника, провёл 5 матчей, мячей не забивал.
Умер 31 марта 1982 года в нидерландской деревне Бларикюм.